# Colégio Salesiano Santa Teresinha
Colégio Salesiano Santa Teresinha é um tradicional colégio anglo-saxônico, localizado no bairro Santa Teresinha, na cidade brasileira de São Paulo.

## Coordenações
- Educação Infantil
- Ensino Fundamental
- Ensino Médio
- Ensino Técnico

## Estrutura Física
- Quadras Poliesportivas
- Ginásio de Esportes
- Teatro Dom Bosco
- Laboratórios de Física, Química, Biologia e Informática
- Campo de Futebol
- Área de Convivência
- Pista de Atletismo
- Sala de Dança
- Sala de Ginástica Olímpica
- Capela

## Rede Salesiana de Escolas
Site: 
Em uma ação conjunta dos Salesianos de Dom Bosco e das Filhas de Maria Auxiliadora no Brasil, a RSE oferece a sociedade brasileira uma marca forte e consolidada há 120 anos de reconhecimento e tradição no Brasil.
Foi de uma preocupação humanista e cristã que o projeto pedagógico da RSE nasceu. A razão, a religião e o carinho são as bases do sistema educativo. Inovador no conteúdo, o método assegura a formação integral do aluno, por meio do desenvolvimento de valores e da consciência crítica em relação à identidade cultural, social e religiosa. A RSE se constitui em um espaço educativo onde se aprende a conviver, a crer, a aprender, a ser e a fazer.
A RSE articula-se no Brasil em dez Pólos constituídos (Manaus, Belém, Porto Velho, Recife, Fortaleza, Campo Grande, Cuiabá, Belo Horizonte, Porto Alegre e São Paulo).
O Pólo São Paulo tem sede no Liceu Coração de Jesus e é formado por vinte e quatro escolas, dentre as quais se encontra o Colégio Salesiano Santa Teresinha.

## História
Em 1919, quando a gripe espanhola chegou a São Paulo, o Liceu Coração de Jesus, único colégio Salesiano da cidade, teve seu pessoal atingido pela epidemia e precisava de um local para isolar os doentes. Os Salesianos decidiram procurar chácaras que pudessem abrigar os enfermos.
Além disso, com o rápido crescimento do colégio, tornou-se necessária a obtenção de um lugar onde os alunos pudessem realizar seus passeios e atividades extracurriculares. Foi adquirida, então, uma chácara no bairro do Chora Menino. É justamente esta chácara que servirá de cenário para o surgimento do Colégio Salesiano Santa Teresinha.
No mesmo local, em 1926, os Salesianos empreenderam a construção de uma Igreja dedicada a Santa Teresinha, em agradecimento pela proteção dada aos alunos e Salesianos do Liceu Coração de Jesus durante o período da revolução militar de 1924.
Aos 9 de maio de 1937, o superior dos Salesianos em São Paulo, Pe André Dell´Oca, fundou o Externato Santa Teresinha, escola paroquial para atender as crianças do bairro que acorriam, em grande número, ao Oratório Festivo.
Em 1953, o Externato Santa Teresinha se torna uma instituição independente, por meio da doação que o Liceu Coração de Jesus lhe faz da antiga Chácara do Recreio e da Igreja Paroquial de Santa Teresinha.
Em janeiro de 1962, apesar de atravessar uma conturbada situação financeira que colocou o Colégio Salesiano Santa Teresinha em risco de fechar suas portas, a Direção noticiou a aprovação provisória do funcionamento das séries ginasiais que, em março, atingiam o número de 85 alunos matriculados.
Nessa década, o bairro de Santana vinha crescendo, tornando-se o centro da Zona Norte. As classes do ginásio também cresciam e o Colégio era elogiado pelos inspetores escolares. Nesse ritmo, não foi difícil a abertura do 2º grau, em 1970. Apesar do crescimento constante, o Colégio ainda não havia se recuperado da grande crise que havia atravessado.
Com dificuldades, mas com ousadia, o Colégio realizou um plano de expansão e melhoria de sua infra-estrutura que abrangia grandes construções. As mudanças foram sendo realizadas: um novo prédio escolar de dois andares, prédio da pré-escola, cantina, campos de futebol e quadras de basquete.
Em meados dos anos 80, o bairro assistiu a uma explosão de grandes edifícios, que atraiu a classe média alta para a região. Assim, um novo bairro passou a existir, com novas características sócio-econômicas.
O Colégio Salesiano não ficou imune a tais mudanças e, para atender à nova demanda, ampliou sua estrutura administrativa e pedagógica. Ao mesmo tempo em que garantia a continuidade da qualidade de ensino, o Colégio foi ampliando suas instalações com a construção do campo de futebol, ginásio poliesportivo, pista de corrida e umcentro cultural que compreende dois auditórios e um teatro.
Em 1996, o Colégio já era o maior da zona norte, com uma área que contava com quase 30.000 m2 construídos. Tudo isso, aliado a uma excelente qualidade de ensino, fruto da fidelidade à proposta pedagógica de Dom Bosco.

## Linha do Tempo
- 1919 - Aquisição de uma Chácara, por parte dos Salesianos, no bairro Chora Menino.
- 1927 - Construção da Igreja Santa Teresinha.
- 1934 - Parte do bairro Chora Menino se transforma em Santa Terezinha.
- 1937 - Aos 9 de maio, Pe André Dell´Oca funda o Externato Santa Teresinha. Abertura do Primário.
- 1953 - Por meio da doação da Chácara do Recreio e da Igreja Paroquial de Santa Teresinha, o Externato Santa Teresinha torna-se uma instituição independente.
- 1962 - Aprovação provisória do funcionamento das séries Ginasiais.
- 1970 - Abertura do 2º grau (atual Ensino Médio).
- 1976 - Início do Plano de expansão.
- 1978 - Construção de dois novos prédio escolares.
- 1991 - Abertura da Educação Infantil.
- 1995 - Construção do Ginásio.
- 1998 - Construção do Centro Cultural e Artístico Dom Bosco.
- 1999 - Construção da Pista de Atletismo e Campo de Futebol. Abertura das turmas de Iniciação Esportiva.
- 2001 - Inauguração do UNISAL (Centro Universitário Salesiano) – Campus Santa Teresinha.
- 2003 - O Colégio Salesiano Santa Teresinha aderiu a RSE que conta com mais de 100 instituições de ensino espalhadas por todo o país.
- 2006 - Início das comemorações dos 70 anos do Colégio Salesiano Santa Teresinha.
- 2007 - Abertura dos Cursos Técnicos.
- 2008 - Abertura do Infantil I para crianças de 3 anos de idade.

## Dom Bosco
16 de Agosto de 1815 - 31 de Janeiro de 1888
São João Bosco é um dos Santos mais populares da Igreja e do mundo.
Foi sua missão específica a educação cristã da juventude, num tempo em que essa porção da sociedade humana começava a ser atacada por novos e perigosos inimigos.
Dom Bosco nasceu em Becchi no Piemonte, Itália, a 16 de agosto de 1815. Era filho de humilde família de camponeses. Órfão de pai aos dois anos, viveu sua mocidade e fez os primeiros estudos no meio de inumeráveis trabalhos e dificuldades. Em 1835 entrou para o seminário de Chieri. Ordenado Sacerdote a 5 de junho de 1841, principiou logo a dar provas do seu zelo apostólico, sob a direção de São José Casfasso, seu confessor.
Em 1846 estabelece-se definitivamente em Valdocco, bairro de Turim, onde fundou o Oratório de São Francisco de Sales. Ao Oratório juntou uma escola profissional, depois um ginásio, um internato etc.
Em 1855 deu o nome de Salesianos aos seus colaboradores e em 1859 fundou com seus jovens a Sociedade ou Congregação Salesiana. Com a ajuda de Santa Maria D. Mazarello, fundou em 1872 o Instituto das Filhas de Maria Auxiliadora para a educação da juventude feminina.
Enviou em 1875 a primeira turma de seus missionário à América do Sul. Foi ele quem mandou os Salesianos para fundar o Colégio Santa Rosa em Niterói, primeira casa Salesiana do Brasil, e o Liceu Coração de Jesus em São Paulo. Consumido pelo trabalho, fechou o ciclo de sua vida terrena aos 72 anos de idade, a 31 de janeiro de 1888.
Se em vida foi honrado e admirado, muito mais o foi depois da morte. O seu nome de renovador do Sistema preventivo na educação da juventude, de defensor intrépido da Santa Igreja Católica e de apóstolo da Virgem Auxiliadora se espalhou pelo mundo inteiro e ganhou o coração dos povos. Pio XI na Páscoa de 1934, canonizou-o.